# Schlangenkrankheiten
Schlangen sind sehr unempfindlich gegenüber den meisten Bakterien. Bei physiologischen Veränderungen (Häutung, Überwinterung et cetera) oder veränderten Umweltbedingungen kann sich das Mikroklima zu Gunsten von Pilzen und Bakterien ändern: beispielsweise sind Schlangen sehr kälteempfindlich, sie können unter zu kalten Bedingungen eine Lungenentzündung oder Durchfall bekommen. Auch Wundinfektionen und Hautabszesse können häufiger vorkommen.

## Parasiten
Parasiten sind in einigen Fällen bereits durch ihren direkten Einfluss, aber auch als Überträger diverser Erkrankungen von hoher Relevanz für den Gesundheitszustand einer Schlange. Schlangen werden sowohl von Endoparasiten als auch von Ektoparasiten befallen. Zu Ersteren gehören diverse Arten von Würmern, zu den Letzteren beispielsweise Milben. Seeschlangen weisen eher einen Blutegel- oder Plattwurmbefall auf.

### Ektoparasiten
Da Schlangen durch ihre stark verhornte Schuppenhaut recht gut gegen Bisse und Stiche geschützt sind, suchen Ektoparasiten stets Körperstellen auf, an denen die Verhornung weniger stark und die Haut dünner ist. Hierzu zählen die Kloake und der Kopf. Meist handelt es sich um blutsaugende Parasiten. Der eigentliche Befall ist zeitlich begrenzt, hat der Parasit sein Bedürfnis gestillt, lässt er wieder von der Schlange ab.
Die häufigsten Ektoparasiten sind Milben, vor allem die Blutmilbe der Schlangen (Ophionyssus natricis). Sie kann bei schwerem Befall zu einer Blutarmut führen. Zudem begünstigt sie durch Vorschädigung der Haut Infektionskrankheiten. Ein Befall mit Zecken ist meist harmlos, Vertreter der Gattung Ornithodorus können Filarien (Macdonaldius oschei) übertragen.

### Endoparasiten
Endoparasiten können über den Verzehr befallener Beutetiere in den Körper der Schlange gelangen, es gibt aber auch Arten (wie einige Hakenwürmer) deren Larven sich aktiv durch die Haut bohren. Zu unterscheiden sind echte Parasiten der Schlangen von den harmlosen Pseudoparasiten, das heißt Parasiten, die zusammen mit dem Beutetier aufgenommen wurden, aber keine schädigende Wirkung entfalten. Außerdem können verschiedene Würmer Schlangen als Fehlwirt befallen und rufen dabei meist kaum klinische Symptome hervor.
Bei den durch Einzeller hervorgerufenen Erkrankungen ist die Monocercomoniasis („Geißeltierchen-Enteritis“) von größerer Bedeutung. Der Erreger aus der Gattung Monocercomonas verursacht vor allem Erkrankungen des Magen-Darm-Kanals. Die häufig tödliche Amöbiasis (Erreger Entamoeba invadens) wird vor allem durch indirekten Kontakt durch Insekten übertragen und verursacht blutige Beimengungen des Kots. Kokzidiosen können mit blutigem Durchfall einhergehen; bei Schlangen kommen eine Vielzahl von Eimeriidae-Arten vor. Die Kryptosporidiose (Erreger Cryptosporidium serpentis) geht mit Durchfall einher. Einige Einzeller wie Sarcocystis spp., Blastocystis spp. und Haemogregarina verursachen keine klinischen Symptome.
Saugwürmer (Trematoden) der Gattung Ochetosoma treten bei Schlangen in der Maulhöhle auf. Der Befall ist meist harmlos. Andere Saugwurmarten können auch den Darm besiedeln und, vor allem bei bakterieller Sekundärinfektion, schwere Darmentzündungen hervorrufen. Bandwürmer treten meist nur bei wildlebenden Schlangen auf, da sie mehrere Zwischenwirte benötigen, die bei Terrarienhaltung selten in ihrer Gesamtheit vorhanden sind. Die häufigsten Bandwurmvertreter kommen aus den Gattungen Ophiotaenia und Crepidobothrium und rufen kaum klinische Erkrankungen hervor. Bei Befall mit den zweiten Larvenstadium (Plerozerkoiden) verschiedener Bandwürmer (Cestoda) treten in der Haut weiche Hautbeulen auf, die die beweglichen Larven enthalten.
Die artenreichste Parasitenfauna der Schlangen stellen die Fadenwürmer (Nematoden) dar. Im Darm können Spulwürmer, Haarwürmer, Oxyuren, Strongyliden (vor allem Kalicephalus ssp.) und Trichostrongliden vorkommen und bei stärkerem Befall Fressunlust, Erbrechen, Kotverhaltung und Abmagerung hervorrufen. In der Lunge können Lungenwürmer (vor allem Rhabdias fuscovenosa), Zungenwürmer (Pentastomiasis, vor allem durch Armilliferer armillatus) und Lungenmilben (Vatacarus und Pneumonyssus ssp.) eine Lungenentzündung mit Atembeschwerden und vermehrtem Schleim in den Atemwegen  auslösen.

## Infektionskrankheiten
Zwei häufigere Virusinfektionen kommen spezifisch bei Schlangen vor: Die Paramyxovirus-Infektion der Schlangen wird durch das Ophidian Paramyxovirus (OPMV, auch Schlangen-Paramyxovirus; Familie Paramyxoviridae) hervorgerufen und weist eine sehr hohe Mortalität auf. Die Erkrankung geht mit einer Lungen- und Gehirnentzündung mit zentralnervösen Erscheinungen einher. Die Einschlusskörperchenkrankheit der Riesenschlangen ist eine tödlich verlaufende Infektionskrankheit, die von Arenaviren (Reptarenaviren) hervorgerufen wird und sich in zentralnervösen Erscheinungen und Sekundärinfektionen infolge einer Immunsuppression manifestiert.
Bakteriell bedingte Septikämien werden bei Schlangen vor allem durch Pseudomonas und Aeromonas spp. hervorgerufen. Salmonellen treten bei Schlangen häufig auf, sie gehören vermutlich zur normalen Darmflora. Sie können aber auch Darmentzündungen, selten auch eine Septikämie hervorrufen. Die Tuberkulose verläuft bei Schlangen meist subchronisch und wird vor allem durch Mycobacterium thamnopheos, M. marinum und M. chelonei verursacht. Sehr häufig treten bei Schlangen lokale bakterielle Infektionen mit Abszess-Bildung auf. Sie entwickeln sich vor allem nach Verletzungen oder Läsionen von Parasiten. Hierbei dominieren gramnegative Erreger.
Pilzerkrankungen (Mykosen) betreffen bei Schlangen vor allem die Haut (Hautpilz). Es handelt sich meist um überall im Boden vorkommende Pilzarten, die vor allem den Bereich der Bauchschuppen nach Verletzungen besiedeln. Das Keimspektrum ist sehr weit, unterscheidet sich aber deutlich von dem der Säugetiere. Auch Systemmykosen kommen bei Schlangen vor und  befallen den Darm, die Lungen und andere Organe. Häufigere Vertreter sind Cephalosporium spp., Rhizopus arrhizius und Schizangiella ssp.
Der keratinophile Pilz Ophidiomyces ophiodiicola, aus der Familie Onygenaceae, manifestiert sich zunehmend als der Erreger, der für einen Großteil der Hautmykosen bei Schlangen verantwortlich zu sein scheint. In den letzten Jahren haben die Fälle dieser Pilzkrankheit in Nordamerika stetig zugenommen und 2017 wurde der Pilz erstmals bei freilebenden Schlangen in Europa beschrieben. Das Krankheitsbild kann sehr variable sein, führt in manchen Fällen aber sogar zum Tod des betroffenen Tieres. Bislang ist wenig über den Pilz, seine Verbreitung sowie die Bedeutung für Schlangen bekannt. Weitere Untersuchungen sind notwendig, um herauszufinden, ob dieser Pilz eine Bedrohung für Schlangenpopulationen in Europa darstellen könnte, wie das in manchen Regionen in den USA befürchtet wird. Dort haben die Fälle dieser Pilzkrankheit stetig zugenommen, wobei nicht klar ist, ob sich der Pilz ausbreitet, Umweltbedingungen für Krankheitsausbrüche günstiger werden oder die Krankheit in der Vergangenheit schlicht übersehen wurde.

## Hautkrankheiten
Neben den bereits erwähnten Ektoparasiten, Hautpilzerkrankungen und lokalen Infektionen der Haut kommen in Terrarienhaltung auch Bisse durch Futtertiere, vor allem durch Ratten bei geschwächten Tieren, sowie Verbrennungen durch Wärmequellen vor.
Häutungsprobleme treten vor allem bei Schlangen in schlechter Körperkondition auf, außerdem bei zu niedriger Luftfeuchtigkeit. Dabei werden Teile der Oberhaut nicht abgestoßen. Am häufigsten tritt dies an Narben, den Augen (der sogenannten „Brille“) und den Hemipenes zutage. Hemipenisexuvien können dabei in mehreren Lagen, das heißt aus mehreren vorangegangenen Häutungen persistieren. Mit lauwarmen Bädern oder feuchten Tüchern können Hautreste entfernt werden. Unterstützend können Vitamin-B-Komplex und Vitamin A gegeben werden, die Haltungsbedingungen sollten auf jeden Fall überprüft werden.
Der Bläschenausschlag der Schlangen, fälschlicherweise auch als „Pocken“ oder „Wasserpocken“ bezeichnet, ist eine Erkrankung, die vor allem auftritt, wenn der Untergrund im Terrarium zu feucht ist. Hierbei kommt es zur Bildung linsengroßer Blasen in der Haut, die zunächst mit einem glasklaren, später weißlichen Exsudat gefüllt sind. Es handelt sich um eine bakterielle Dermatitis durch unspezifische Mischkeime. Bei chronischem Bestehen können sich Hautnekrosen bilden, die bis in die Muskulatur reichen können.
Hautrisse kommen bei Schlangen vor allem bei Vitamin-C-Mangel infolge längeren Nahrungsentzugs vor, wodurch es zu einer Bindegewebsschwäche kommt. Die Haut kann dann schon bei normaler Berührung einreißen.

## Erkrankungen des Verdauungsapparats
Futterverweigerung ist ein typisches Symptom für Erkrankungen des Verdauungsapparats. Allerdings kann Fressunlust auch durch psychischen Stress ausgelöst werden. Bei neugeborenen Schlangen, bei einigen Arten auch während der Trächtigkeit und bei männlichen Tieren in Paarungsbereitschaft (insbesondere bei den Boas) kann sie physiologisch auftreten.
Die Maulfäule ist eine bakterielle Entzündung der Maulschleimhaut, die besonders bei schlecht konditionierten Schlangen unter mangelnden Haltungsbedingungen auftritt. Sie ist durch Fressunlust und meist flockige Exsudatansammlungen gekennzeichnet.
Entzündungen der Magenschleimhaut (Gastritis) kommen bei Schlangen recht häufig vor. Neben Parasiten wie Spulwürmer und andere Fadenwürmer, Monozeromonaden und Kryptosporidien treten auch bakterielle Erkrankungen, zumeist durch gramnegative Keime auf. Eine Gastritis äußert sich in Fressunlust und Erbrechen angefaulter Nahrung etwa 1–3 Tage nach der Fütterung. Darmentzündungen (Enteritis) sind ebenfalls recht häufig und haben ein ähnliches Ursachenspektrum wie Gastritiden. Neben Fressunlust können Durchfall, krampfhafte Körperbewegungen, Blähungen oder ein Kloakenvorfall auftreten. Die Behandlung richtet sich nach der Ursache, dennoch können diese Magen-Darm-Erkrankungen nicht immer auskuriert werden.
Verstopfungen (Obstipationen) treten vor allem bei Riesenschlangen auf. Ursache sind Wassermangel, Fremdkörper, niedrige Umgebungstemperatur und unter Umständen zu große Futtertiere. Sie äußern sich in fehlendem Kotabsatz, Pressen und unter Umständen einem Kloakenvorfall. Durch Eingeben von Paraffin und vorsichtige Massage lassen sie sich meist beheben.

## Erkrankungen des Atmungsapparats
Typische Symptome für Erkrankungen des Atmungsapparats sind Fressunlust, Atembeschwerden, Entzündungen der Maulhöhle und krankhafte Atemgeräusche. Bei ausgedehnten Erkrankungen ist auch Ausfluss aus der Luftröhre anzutreffen. Nasenausfluss tritt bei Schlangen dagegen sehr selten auf.
Schlangen leiden relativ oft unter Lungenentzündungen. Neben den oben erwähnten Lungenparasiten und der Paramyxovirus-Infektion kommen häufig bakteriell bedingte Lungenentzündungen vor. Etwa die Hälfte der Erkrankungen werden durch Pseudomonas aeruginosa verursacht. Darüber hinaus kommen Infektionen mit Stenotrophomonas maltophila und Burkholderia cepacia vor. Pilze (Aspergillus fumigatus) und Hefen scheinen bei Schlangen deutlich seltener als beispielsweise bei Landschildkröten vorzukommen. Auch Protozoen (Monozeromonaden) kommen als Auslöser in Betracht.
Die Therapie besteht im Regelfall in der Gabe von Antibiotika und einer Erhöhung der Umgebungstemperatur auf 30 °C, die Heilungsaussicht ist aber unsicher.

## Erkrankungen des Harn- und  Geschlechtsapparats

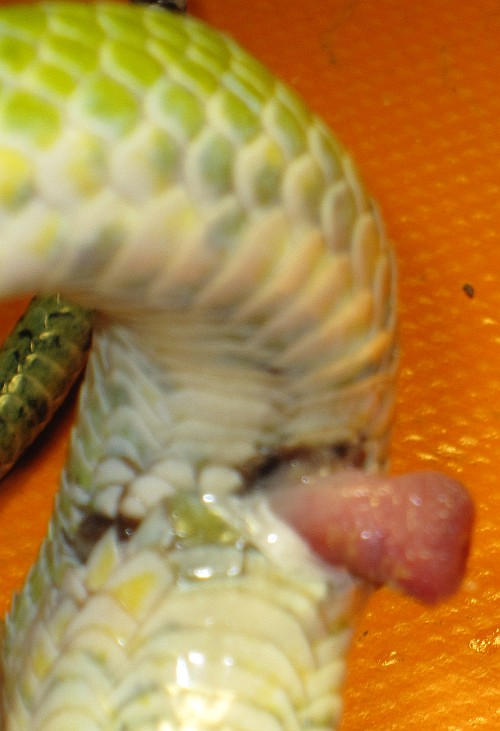
Hemipenisvorfall bei einem Grünen Baumpython

Nierenentzündungen spielen bei Schlangen eine große Rolle, sie sind zumeist infektiös bedingt. Da die Sekretion von Harnsäure bei Nierenerkrankungen gestört ist, kommt es schnell zu einer Ausfällung dieser Ausscheidungsprodukte in Form von Urat-Kristallen („Gicht“) auf und in den inneren Organen und/oder Gelenken. Die Diagnostik ist nur mit Betrachtung der Bauchhöhle (Laparoskopie, Endoskopie) sicherzustellen, manchmal finden sich die Kristalle auch unter der Mundschleimhaut. Ein Anstieg der Harnsäurekonzentration im Blut auf über 2,08 mmol/l ist ein wichtiger Indikator. Die Therapie besteht in Flüssigkeitszufuhr, unter Umständen in der Gabe von Allopurinol.
Als Legenot werden Störungen in der Eiablage bei weiblichen Schlangen bezeichnet. Ursachen sind die Bedeckung noch nicht zuchtreifer Schlangen, Mangelernährung, Calciummangel (z. B. bei alleiniger Fütterung von Fischfilet), Entzündungen des Ovidukts und Gebärmutterverdrehungen. Die steckengebliebenen Eier sind manchmal von außen als Verdickung zu erkennen. Therapeutisch können vorsichtige Massage, Einbringen von Gleitmitteln, Calciumgluconat und Oxytocin eingesetzt werden, unter Umständen muss das feststeckende Ei chirurgisch entfernt werden. Bei Unterbindung der normalen Tageslichtperodik kann es bei Schlangen zu einer Degeneration der Ovarialfollikel kommen, die mit Anschwellung im Bereich der Eierstöcke einhergeht und Unfruchtbarkeit verursacht.
Bei männlichen Tieren kommt gelegentlich ein Hemipenisvorfall vor, vor allem bei starkem Pressen infolge von Verstopfungen oder traumatisch bei Begattungen, wenn sich das Weibchen vorzeitig abwendet. Nach Ruhigstellung kann eine Reposition versucht werden, gegebenenfalls muss der betroffene Hemipenis amputiert werden. Die blindsackartigen Hauttaschen, in denen die beiden Hemipenes ruhen, können durch Reste vorangegangener unvollständiger Häutungen verstopfen.